# Mellankanalen
Mellankanalen (fi. Välikanava) är en slusslös kanal på Heinävesistråten i byn Varistaival i Heinävesi kommun i Södra Savolax. Kanalen ligger mellan Taivallahti och Varistaival slusskanaler och förbinder sjöarna Varislampi och Pieni Varislampi. Den är 160 meter lång, 7,1 meter bred, 1,8 meter djup och har en masthöjd på 12,5 meter. Den byggdes 1911–1914 samtidigt med de två slusskanalerna.